# فاریستا، کلرادو
فاریستا (به انگلیسی: Farista) یک منطقهٔ مسکونی در ایالات متحده آمریکا است که در شهرستان هورفانو، کلرادو واقع شده‌است.